# Taeko Kōno
Taeko Kōno (河野 多惠子, Kōno Taeko), née le 30 avril 1926 à Osaka et morte le 29 janvier 2015 à Tokyo, est une critique littéraire et écrivaine japonaise.

## Biographie
Taeko Kōno, née le 30 avril 1926 à Osaka est la fille de Tameji et Yone Kōno; son père est un marchand en gros. De santé fragile lorsqu'elle est encore enfant, elle est mobilisée adolescente pour travailler dans une usine pendant la Seconde Guerre mondiale.
Après la guerre, elle termine ses études d'économie à l'Université des femmes (actuelle université préfectorale d'Osaka), dont elle est diplômée en 1947,. À cette époque, « elle éprouve un nouveau sentiment de liberté et a envie de faire quelque chose sans exactement savoir quoi ». Elle se joint à des groupes littéraires et s'installe finalement à Tokyo. Elle travaille à temps plein et écrit le soir.
En 1962, la nouvelle La Chasse à l'enfant (幼 児 狩 り) est publiée et reçoit le prix Shinchosha. Au début des années 1960, juste avant de recevoir le prestigieux prix Akutagawa pour la nouvelle Les Crabes (蟹) en 1963, elle quitte son emploi pour se concentrer sur l'écriture. En 1965, elle épouse le peintre Yasushi Ichikawa. En 1967, elle reçoit le prix de littérature féminine pour Saigo no toki puis le prix Yomiuri de littérature pour une voix soudaine (不意の声) en 1968 ainsi que le prix Tanizaki en 1980 pour A Year-long Pastoral (一年の牧歌).
Elle est également couronnée du prix de l'Académie japonaise des arts en 1984 et du prix Noma de littérature en 1991 pour son roman Conte cruel d'un chasseur devenu proie (みいら採り猟奇譚, 1990),.
Kōno se fait connaître d'un plus large public après la publication d'une traduction en anglais de La Chasse à l'enfant en 1996.
En 2014, elle reçoit l'Ordre de la culture.

## Analyse littéraire
L'écriture de Kōno montre que « sous les routines apparemment normales de la vie quotidienne, on peut trouver des penchants cachés pour un comportement anormal ou pathologique » et que « la réalité et la fantaisie ne sont pas clairement distinguées l'une de l'autre ». Les pratiques sexuelles alternatives est un thème qui imprègne l'écriture de Kōno : le sadomasochisme, par exemple, apparaît dans Les Essaims de fourmis (1964), La Chair des os (1969), Conte cruel d'un chasseur devenu proie et Kaiten tobira (Porte à tambour 1970) relatif à l'échange des époux. Kōno utilise ces thèmes pour explorer la sexualité elle-même et l'expression de l'identité. Elle combine ces éléments avec la maladie, la stérilité et l'absence d'un mari pour se plonger plus profondément encore dans ces sujets.
Plus précisément, ses écrits explorent « les luttes des femmes japonaises pour se réconcilier avec leur identité dans une société patriarcale traditionnelle ». La plupart de ses personnages féminins « rejettent les notions traditionnelles de « rôles de féminité et de genre » et leur frustration « les conduit à des moyens violents, souvent antisociaux ou sadomasochistes de traiter avec le monde ». Par exemple dans La Chasse à l'enfant, une de ses histoires les plus célèbres, elle étudie l'aversion d'une femme pour les enfants. La protagoniste, Hayashi Akiko, est dégoûtée par les petites filles mais obsédée par les petits garçons - elle imagine même un petit garçon battu par son père jusqu'à ce que ses entrailles se déversent. Elle prend également plaisir dans le sexe sadomasochiste qu'elle partage avec son partenaire adulte. Un critique a écrit que l'histoire « retourne le mythe de la maternité »  tandis qu'un autre fait valoir que Hayashi est une représentation des femmes démoniaques qui menacent le patriarcat lui-même ». Dans Une voix soudaine (1968), ce qu'un critique appelle « une « Hamlet » de femme moderne », Kōno présente l'histoire d'Ukiko, dont le père mort la hante. Son fantôme lui ordonne de tuer les gens qui contrôlent sa vie. À la fin de l'histoire, il est révélé que tous ces incidents ne se déroulent que dans son esprit et qu'elle « essaie à sa manière tordue de donner un sens à ses relations quotidiennes ».

## Liste des œuvres traduites en français
- 1961-1966 : La Chasse à l'enfant (幼児狩り), six nouvelles (La Chasse à l'Enfant, Les Crabes (prix Akutagawa), La Neige, Derrière les murs, Théâtre, Derniers Instants) traduites par Cécile Sakai, Editions du Seuil, 1990.
- 1965 : Le Jour suivant (Akuru hi), dans Le Désir - Anthologie de nouvelles japonaises contemporaines Tome 2, nouvelle traduite par Pascale Simon, Éditions du Rocher, 2007.
- 1968 : Une voix soudaine (不意の声), roman traduit par René de Ceccatty et Ryôji Nakamura, Editions du Seuil, 2003.
- 1969 : La Chair des os (骨の肉), dans Anthologie de nouvelles japonaises contemporaines (Tome I), nouvelle traduite par Christine Kodama, Gallimard, 1986.
- 1975 : Sang et coquillage (血と貝殻), roman traduit par Rose-Marie Makino-Fayolle, Editions du Seuil, 2001.
- 1990 : Conte cruel d'un chasseur devenu proie (みいら採り猟奇譚), roman traduit par Rose-Marie Makino-Fayolle, Editions du Seuil, 1997.

## Source de la traduction
- (en) Cet article est partiellement ou en totalité issu de l’article de Wikipédia en anglais intitulé « Taeko Kono » (voir la liste des auteurs).